# Robert Ley
Robert Ley (Niederbreidenbach kraj Kölna, 15. veljače 1890. – Nürnberg, 25. listopada 1945.), nacistički političar, čelnik Deutsche Arbeitsfront.
Rođen je u siromašnoj obitelji, ali je postao doktor kemije.  Sve do 1924. nije znao za nacionalsocijalizam, a onda je došlo suđenje Adolfu Hitleru.  Pridružio se nacionalsocijalistima, a prije je radio u IG Farbenu, ali je otpušten zbog toga što je puno pio.  Nakon dolaska Hitlera na vlast, svi sindikati su raspušteni, te ujedinjeni u DAF (Njemačka fronta rada), organizaciju nalik sindikatu koja je djelovala za vrijeme nacista; Ley je imenovan vođom.
Provodio je mnoge projekte, šaljući radnike na odmore u zemlji, fiksirajući plaće, itd.
Nakon sloma Trećeg Reicha, pokušao je pobjeći, ali je uhićen i sproveden u Nürnberg.
Prije pravog početka suđenja, Ley se ubio vješanjem u svojoj ćeliji.